# روني تومسون (مدرب كرة سلة)
روني تومسون (بالإنجليزية: Ronny Thompson)‏ هو مدرب كرة سلة أمريكي، ولد في 1969 في واشنطن العاصمة في الولايات المتحدة.

## روابط خارجية
- روني تومسون على موقع كلية كرة السلة في سبورتس رفرنس.كوم (الإنجليزية)